# Bustuchin
Bustuchin è un comune della Romania di 3647 abitanti, ubicato nel distretto di Gorj, nella regione storica dell'Oltenia.
Il comune è formato dall'unione di 8 villaggi: Bustuchin, Cionți, Motorgi, Nămete, Poiana-Seciuri, Poienița, Pojaru, Valea Pojarului.